# Elasmotherium
Elasmotherium is een geslacht van uitgestorven zoogdieren, dat voorkwam in het Pleistoceen. De soort E. sibiricum leefde tot ongeveer 29.000 jaar geleden. Dit is de periode van het Laat-Paleolithicum, wat zou betekenen dat de vroege moderne mens hem nog gekend zal hebben.
Het geslacht behoort volgens DNA-onderzoek uit 2018 tot de Elasmotheriinae, die zich zo'n 47 miljoen jaar geleden afsplitsten van de orde der Rhinocerotinae, die de huidige neushoorns bevat.

## Beschrijving
Deze neushoorn had een groot lichaam met boven op zijn kop een enorme hoorn, die op het voorhoofd was verankerd in plaats van op de snuit ingeplant, zoals dit bij andere neushoorns het geval is. Mede door de omvang en het gewicht van de massieve hoorn was deze verankering wel de veiligste methode. Een volwassen dier was ongeveer 1,8 meter hoog en 4,5 meter lang en woog ongeveer vier ton. Hun hoorns waren aldus National Geographic twee meter lang. Door het gemis van snijtanden zal het dier zijn lippen hebben gebruikt om de grassen af te plukken. De wortelloze, hoogkronige kiezen waren bedekt met cement en geplooid glazuur, dat zorgde voor extra kauwoppervlak en groeiden, net als de wortelloze tanden, continu door, omdat deze onderhevig waren aan slijtage door het eten van de ruwe grassen.

## Leefwijze
Dit dier leefde op de uitgestrekte graslanden en voedde zich met gras. Door zijn imposante omvang en hoorn zal hij van carnivoren weinig te duchten hebben gehad.

## Verspreiding en leefgebied
Het dier kwam voor in Siberië, en zou aan het einde van zijn bestaan een toevluchtsoord gevonden hebben in het zuiden van West-Siberië en het huidige Kazachstan.

## Vondsten
Resten van dit dier werden gevonden in zuidelijk Rusland en Siberië. Oorspronkelijk werd gedacht dat het dier 350.000 jaar geleden uitstierf. Dit werd echter ontkracht door een studie gepubliceerd in de American Journal of Applied Science van Andrej Valerjevitsj Sjpanski (Staatsuniversiteit Tomsk), Valentina Noermagambetovna Alijassova en Svetlana Anatoljevna Iljina (beide Staats-Pedagogisch Instituut van Pavlodar ). Een studie uit 2018 kwam uit op 39.000 tot 35.000 jaar geleden.

## Soorten
- Elasmotherium caucasicum
- Elasmotherium sibiricum (Siberische eenhoorn)